# XXX (игра)
XXX — компьютерная игра в жанре экшн-платформера по мотивам фильма «Три икса», разработанная американский компанией Digital Eclipse и изданная Activision эксклюзивно для Game Boy Advance в 2002 году.

## Игровой процесс
XXX — 2D-платформер в жанре Action, состоящий из 11 миссий, 3 из которых езда на мотоцикле.

## Сюжет
Ксандер Кейдж по воле случая становится секретным агентом и пытается остановить организацию Anarchy 99, чтобы спасти Землю.

## Разработка
Игра была представлена на выставке E3 2002. Разработка всего проекта заняла около двух месяцев, над игрой работало около 10 человек — два программиста, один человек, отвечающий за звук и музыку, остальные занимались графикой.

## Отзывы критиков
| Сводный рейтинг    | Сводный рейтинг |
| Агрегатор          | Оценка          |
| ------------------ | --------------- |
| GameRankings       | 50,67 %         |
| Metacritic         | 50/100          |
| Иноязычные издания |                 |
| Издание            | Оценка          |
| Game Informer      | 3/10            |
| GameSpot           | 4/10            |
| GameSpy            | 77 %            |
| IGN                | 6/10            |
| Jeuxvideo.com      | 8/20            |

XXX получила смешанные отзывы, согласно агрегатору рецензий Metacritic.